# Acrossus transmontanus
Acrossus transmontanus är en skalbaggsart som beskrevs av Vladimir Balthasar 1932. Acrossus transmontanus ingår i släktet Acrossus och familjen Aphodiidae. Inga underarter finns listade i Catalogue of Life.